# Frigga kessleri
Frigga kessleri is een spinnensoort in de taxonomische indeling van de springspinnen (Salticidae).
Het dier behoort tot het geslacht Frigga. De wetenschappelijke naam van de soort werd voor het eerst geldig gepubliceerd in 1872 door Władysław Taczanowski.